# Trachyspermum
Trachyspermum is een geslacht uit de schermbloemenfamilie (Apiaceae). De soorten uit het geslacht komen voor in tropisch Noordoost- en Oost-Afrika en van op het Arabisch schiereiland tot in Centraal-Azië en Myanmar.

## Soorten
- Trachyspermum ammi (L.) Sprague
- Trachyspermum anethifolium (D.Don) H.Wolff
- Trachyspermum baluchistanicum Nasir
- Trachyspermum clavatum Nasir
- Trachyspermum confusum Hedge, Lamond & Rech.f.
- Trachyspermum falconeri (C.B.Clarke) H.Wolff
- Trachyspermum gedrosiacum (Bornm.) Hedge, Lamond & Rech.f.
- Trachyspermum halophilum Hedge, Lamond & Rech.f.
- Trachyspermum khasianum (C.B.Clarke) H.Wolff
- Trachyspermum microcarpum Hedge, Lamond & Rech.f.
- Trachyspermum paktianum Hedge, Lamond & Rech.f.
- Trachyspermum papillare (Boiss.) Hedge, Lamond & Rech.f.
- Trachyspermum pimpinelloides (Balf.f.) H.Wolff
- Trachyspermum podlechii (Leute) Hedge, Lamond & Rech.f.
- Trachyspermum reginei Ajani & Mozaff.
- Trachyspermum roxburghianum H.Wolff
- Trachyspermum scaberulum (Franch.) H.Wolff ex Hand.-Mazz.
- Trachyspermum stewartii (Dunn) Hedge, Lamond & Rech.f.
- Trachyspermum triradiatum H.Wolff
- Trachyspermum villosum (Haines) P.K.Bhattach. & K.Sarkar

... · 
Aciphylla · 
Actinotus · 
Aegopodium · 
Aethusa · 
Ammi (Akkerscherm) · 
Anethum · 
Angelica (Engelwortel) · 
Anisotome · 
Anthriscus (Kervel) · 
Apium (Moerasscherm) · 
Artedia · 
Astrantia (Sterrenscherm) · 
Athamanta · 
Azorella · 
Berula · 
Bifora · 
Bunium · 
Bupleurum (Goudscherm) · 
Carum (Karwij) · 
Caucalis · 
Chaerophyllum (Ribzaad) · 
Cicuta · 
Conium · 
Conopodium · 
Coriandrum · 
Crithmum · 
Cuminum · 
Daucus · 
Eryngium (Kruisdistel) · 
Falcaria · 
Ferula · 
Foeniculum · 
Heracleum (Berenklauw) · 
Levisticum · 
Myrrhis · 
Oenanthe (Torkruid) · 
Orlaya · 
Pastinaca (Pastinaak) · 
Petroselinum (Peterselie) · 
Peucedanum (Varkenskervel) · 
Pimpinella (Bevernel) · 
Pycnocycla ·
Sanicula · 
Scandix · 
Selinum · 
Silaum · 
Sium · 
Smyrnium (Zwarte kervel) · 
Steganotaenia · 
Thapsia · 
Thaspium · 
Thecocarpus · 
Tiedemannia · 
Tilingia · 
Torilis (Doornzaad) · 
Xanthosia · 
...